# 131 a.C.

## Eventos
- Lúcio Valério Flaco e Públio Licínio Crasso Dives Muciano, cônsules romanos. Públio ordena que Flaco permaneça em Roma e segue para a Ásia Menor para lutar contra Eumenes III, um pretendente ao Reino de Pérgamo. Ele é derrotado, capturado e morto.

## Mortes
- Públio Licínio Crasso Dives Muciano, cônsul romano.